# Dysphania abnegata
Dysphania abnegata là một loài bướm đêm trong họ Geometridae.